# Brad Ellsworth
Pour les articles homonymes, voir Ellsworth.
John Bradley Ellsworth dit Brad Ellsworth, né le 11 septembre 1958, est une personnalité politique de l'Indiana et ancien élu démocrate à la Chambre des représentants des États-Unis.

## Biographie
Officier de police depuis 1993, Ellsworth est shérif du comté de Vanderburgh de 1999 à 2007.
En 2006, il se présente à Chambre des représentants des États-Unis dans le 8e district de l'Indiana. La circonscription vote républicain aux élections présidentielles mais généralement démocrate aux élections locales. Populaire et disposant de fonds plus importants, Ellsworth prend la tête des sondages face au républicain sortant John Hostettler. Il remporte l'élection avec 61 % des voix et inflige à Hostettler la pire défaite pour un sortant lors des élections de 2006. Il est réélu en 2008 avec 65 % des suffrages.
En 2010, le sénateur sortant de l'Indiana Evan Bayh renonce à son siège alors que les délais pour s'inscrire à la primaire démocrate sont dépassés. Ellsworth est choisi comme candidat par le comité central démocrate. Dans cet État conservateur, il affronte l'ancien sénateur républicain Dan Coats, qui l'attaque notamment pour son vote en faveur de la réforme de la santé d'Obama. De son côté, Ellsworth concentre ses attaques sur le passé de lobbyiste de Coats. Les sondages donnent Coats vainqueur avec une large avance,. Le 2 novembre 2010, Ellsworth est battu par Coats qui réunit 54,6 % des voix contre 40,0 % pour le démocrate.

## Positions politiques
Ellsworth est considéré comme un démocrate conservateur. Durant sa campagne de 2006, il s'engage à s'opposer à toute hausse d'impôts. Il est également pro-vie, favorable au port d'armes et opposé à une amnistie pour immigrés illégaux. Il vote néanmoins pour le plan de relance d'Obama et le Patient Protection and Affordable Care Act.